# Erik Heinrichs
Axel Erik Heinrichs (ur. 21 lipca 1890 w Helsinkach, zm. 16 listopada 1965 tamże) – fiński wojskowy (generał), kilkakrotny szef Sztabu Generalnego fińskich sił zbrojnych, dowódca różnych jednostek wojskowych, a także komendant Akademii Wojskowej w okresie przedwojennym, dowódca III Korpusu Armijnego, a następnie Armii Przesmyku Karelskiego podczas wojny zimowej 1939–1940, głównodowodzący sił lądowych w okresie międzywojennym, dowódca Armii Karelii podczas wojny kontynuacyjnej 1941–1944, pisarz wojskowy w okresie powojennym.

## Życiorys
Jego rodzice byli fińskimi Szwedami. W 1908 r. A.E. Heinrichs ukończył szwedzkie liceum w Helsinkach. Został dziennikarzem w gazetach „Dagens Tidningen”, a następnie „Dagens Pressen”. W lutym 1915 r. wyjechał do Niemiec, gdzie wstąpił ochotniczo do 27 Królewskiego Pruskiego Batalionu Jegrów, w którym służyło wielu Finów. W lutym 1918 r. powrócił do Finlandii. Uczestniczył w fińskiej wojnie domowej jako dowódca w stopniu majora batalionu piechoty. Brał udział w walkach o Tampere i Viipuri, zdobytych przez Białych Finów. W latach 1922–1923 był szefem Sztabu Generalnego armii fińskiej. Do 1924 r. dowodził pułkiem piechoty w Kuovola, po czym do 1925 r. ponownie pełnił funkcję szefa Sztabu Generalnego. Następnie stał na czele 3 Sekcji Sztabu Generalnego. Do 1928 r. szkolił się we francuskiej Akademii Wojskowej. W 1928 r. objął dowództwo Brygady Savo w Viipuri. W latach 1929–1930 był komendantem Akademii Wojskowej w Helsinkach. Jednocześnie sprawował funkcję gubernatora prowincji Vaasa. Do 1938 r. dowodził 1 Dywizją Piechoty. Krótko był inspektorem piechoty.
Po agresji ZSRR na Finlandię 30 listopada 1939 r., został dowódcą III Korpusu Armijnego w składzie Armii Przesmyku Karelskiego. Od 19 lutego 1940 r. dowodził Armią Przesmyku Karelskiego. Po zakończeniu wojny został pod koniec marca tego roku głównodowodzącym sił lądowych, zaś w czerwcu ponownie szefem Sztabu Generalnego, od początku 1941 r. w stopniu generała porucznika. Podczas wojny kontynuacyjnej z ZSRR od stycznia 1942 r. dowodził Armią Karelii. Od czerwca tego roku po raz czwarty objął funkcję szefa Sztabu Generalnego. Od czerwca 1944 r. był szefem Kwatery Głównej. 31 grudnia tego roku został odznaczony, jako jedyny wojskowy po marszałku Carlu Gustafie Mannerheimie, Krzyżem Mannerheima 1 klasy.
Od początku 1945 r. był powtórnie głównodowodzącym sił lądowych. Latem tego roku odszedł z armii. Wiosną 1948 r. uczestniczył w delegacji fińskiej pod przewodnictwem prezydenta Juho Paasakiviego, która podpisała z Sowietami traktat o przyjaźni i współpracy. Do 1951 r. nieoficjalnie doradzał prezydentowi J. Paasakiviemu. Krótko pracował w Union Banku Finlandii w Helsinkach, po czym od lutego 1952 r. zajął się pisarstwem. Zajmował się nie tylko historią militarną Finlandii, ale też napoleońskiej Francji. W maju 1957 r. otrzymał tytuł doktora na uniwersytecie w Helsinkach.